# L'Art (délicat) de la séduction
Pour plus de détails, voir Fiche technique et Distribution.
L'Art (délicat) de la séduction est une comédie romantique française réalisée par Richard Berry, sortie en 2001.

## Synopsis
Étienne est de caractère pointilleux et n'a pas connu beaucoup de femmes, préférant se réserver pour le grand amour. Un jour, il le rencontre en la personne de Laure, une femme très sensuelle, et par chance Laure semble aussi conquise par Étienne. Mais à sa grande surprise, Laure ne lui accorde un rendez-vous que dans cinq mois...
Étienne est tellement fou d'amour qu'il accepte d'attendre. Il va alors mettre tout en œuvre pour être au top le jour de la rencontre tant attendue.

## Fiche technique
- Titre : L'Art (délicat) de la séduction
- Réalisation : Richard Berry
- Scénario : Richard Berry et Fabrice Roger-Lacan, d'après le roman Kurtz, de Jean-Marc Aubert
- Production : Gaëlle Girre
- Sociétés de production : Blue Dahlia Productions, StudioCanal et TF1 Films Productions
- Musique : Stéphane Brossollet, Sébastien Cortella et Éric Serra
- Photographie : Dominique Bouilleret
- Montage : Anna Ruiz
- Décors : Jean-Pierre Kohut-Svelko
- Costumes : Juliette Chanaud
- Pays d'origine :  France
- Langue : français
- Format : couleurs - 2,35:1 - DTS / Dolby Digital - 35 mm
- Genre : comédie romantique
- Durée : 95 minutes
- Dates de sortie :
  - France : 21 mars 2001
  - Belgique : 4 juillet 2001

## Distribution
- Patrick Timsit : Étienne
- Cécile de France : Laure
- Richard Berry : Jacques
- Alain Chabat : Maître Zen
- Jean-Pierre Darroussin : Monsieur Hubert
- Ludmila Mikaël : Alice
- Jessica Forde : Juliette
- Nadia Barentin : Mme Ackermann
- Max Tzwangue : M. Ackermann
- Christophe Grundmann : Daniel
- Joël Barbouth : Pépionakis
- Philippe Kerjean : le Prof de gym
- Guilaine Londez : l'Agent immobilier
- Chloé Mons : la Vendeuse du sex-shop
- Pascal Leguennec : le Chauffeur de taxi
- Manuela Gourary : Lulu
- Laura Favali : Lola
- Sarah Loren : Lila
- Joséphine Berry : Léa